# Erscheinungsjahr
Das Erscheinungsjahr, Publikationsjahr oder bei Druckerzeugnissen auch Druckjahr ist das im Impressum einer Publikation angegebene Jahr, in dem das Werk auf den Markt gekommen sein soll.

## Angaben in Druckwerken
Druckjahrangaben der frühen Neuzeit sind mit Vorsicht zu betrachten. Im Buchhandel signalisierten sie vor allem, wie neu der Titel war. Regelmäßig wurde die Angabe – kam ein Buch noch vor Jahresende auf den Markt – vordatiert auf das nächste Jahr, so dass sich der Titel bei der nächsten Messe als aktueller verkaufen ließ. Die Buchwerbung in Zeitschriften und Zeitungen kann hier meist das genauere Datum geben.
Scheinbar zweite Ausgaben verdienen zudem besondere Beachtung. Von vielen Romanen des 17. und frühen 18. Jahrhunderts existieren Ausgaben, die sich in nichts als der um ein Jahr differierenden Angabe des Publikationsjahrs auf dem Titelblatt unterscheiden. Eine Überprüfung des Buchblocks – auf Unterschiede hin – erlaubt hier oft den Verdacht, dass der Titel im ersten Jahr lediglich nicht vollständig abging. Der Verleger, der bei aktueller Ware – Romane waren vor allem eine aktuelle, modische Produktion – ein zurückliegendes Druckjahr vermeiden wollte, konnte Titelblätter der ungebundenen Bücher gegen aktualisierte austauschen.